# كوفلاند
كوفلاند هي سلسلة هايبرماكت ألمانية تأسست سنة 1984، ويقع مقرها ب نيكارسولم ببادن-فورتمبيرغ، وفي 2010 كان للشركة أكثر من ألف محل بكل من ألمانيا، سلوفاكيا، بلغاريا، التشيك، بولندا، رومانيا، كرواتيا.

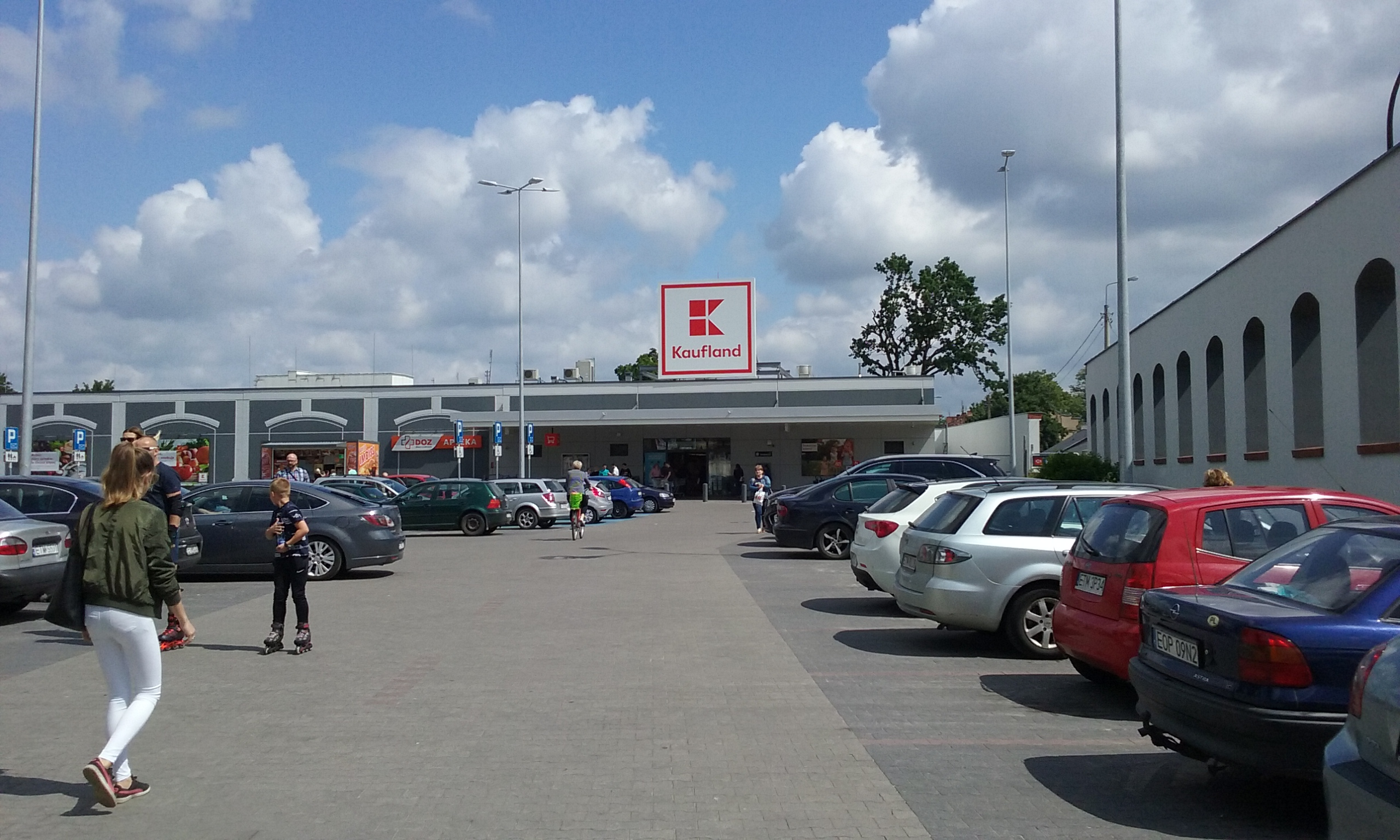
كوفلاند في Tomaszów Mazowiecki ، في وسط بولندا

## معرض صور

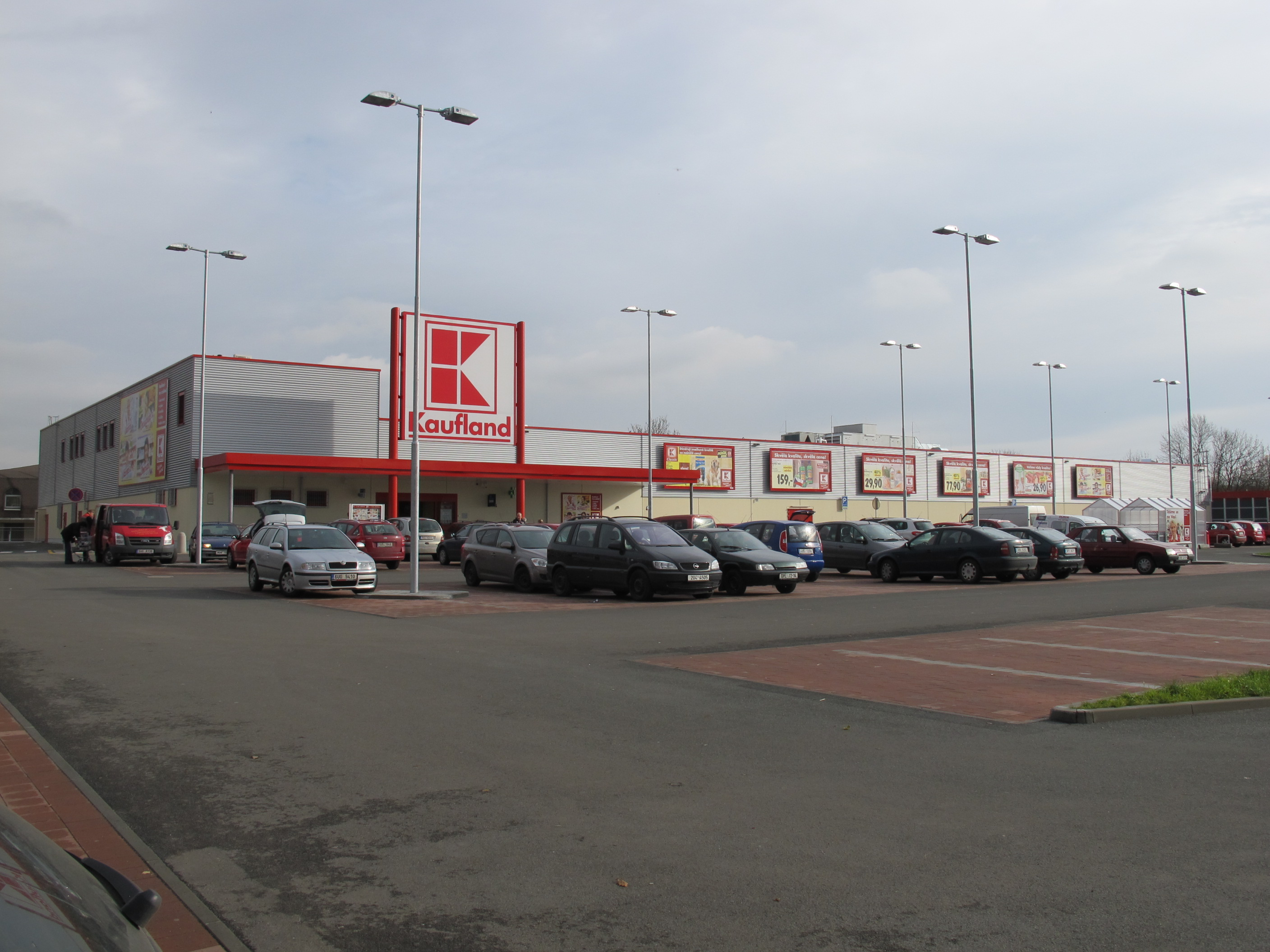
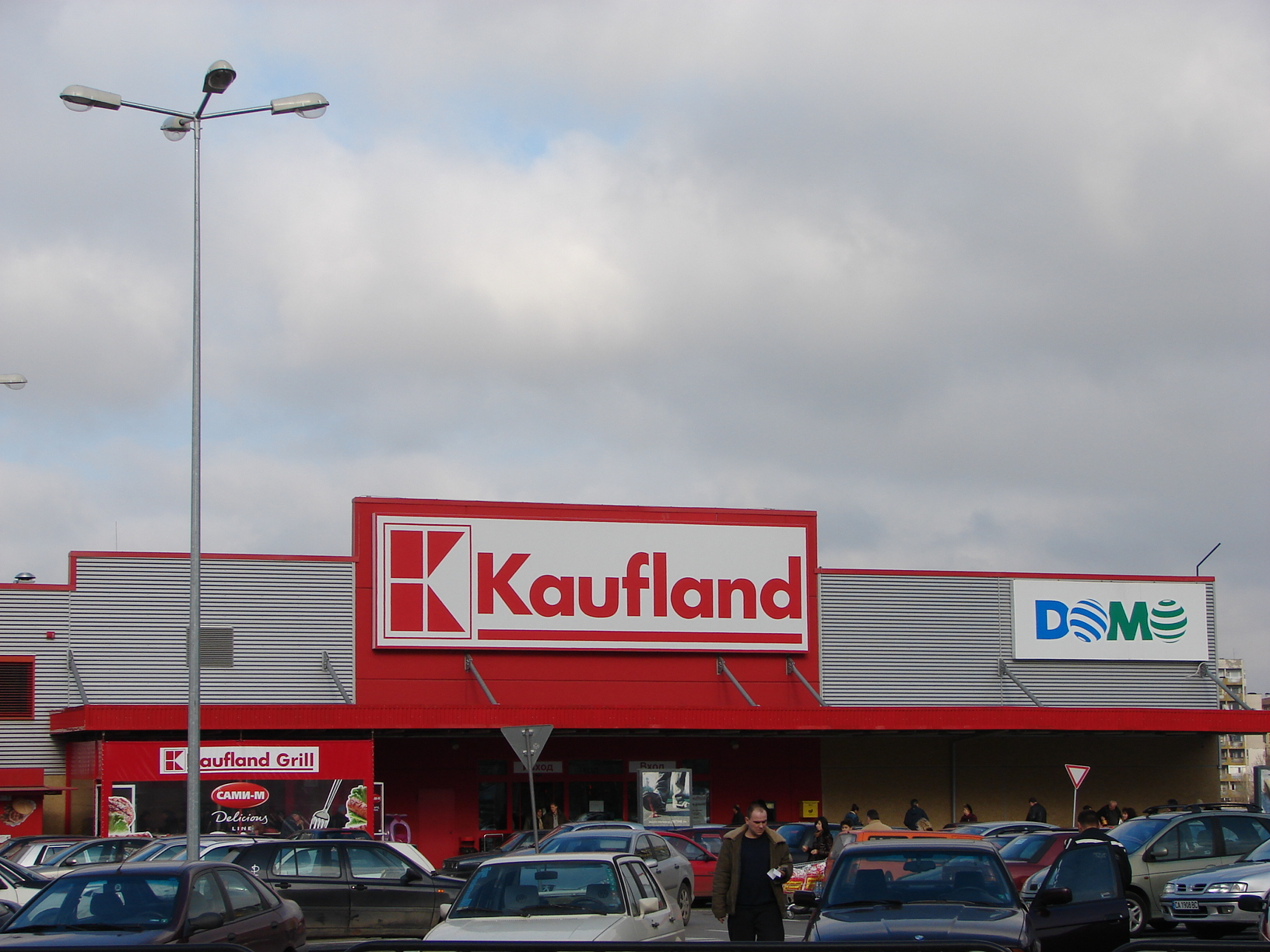
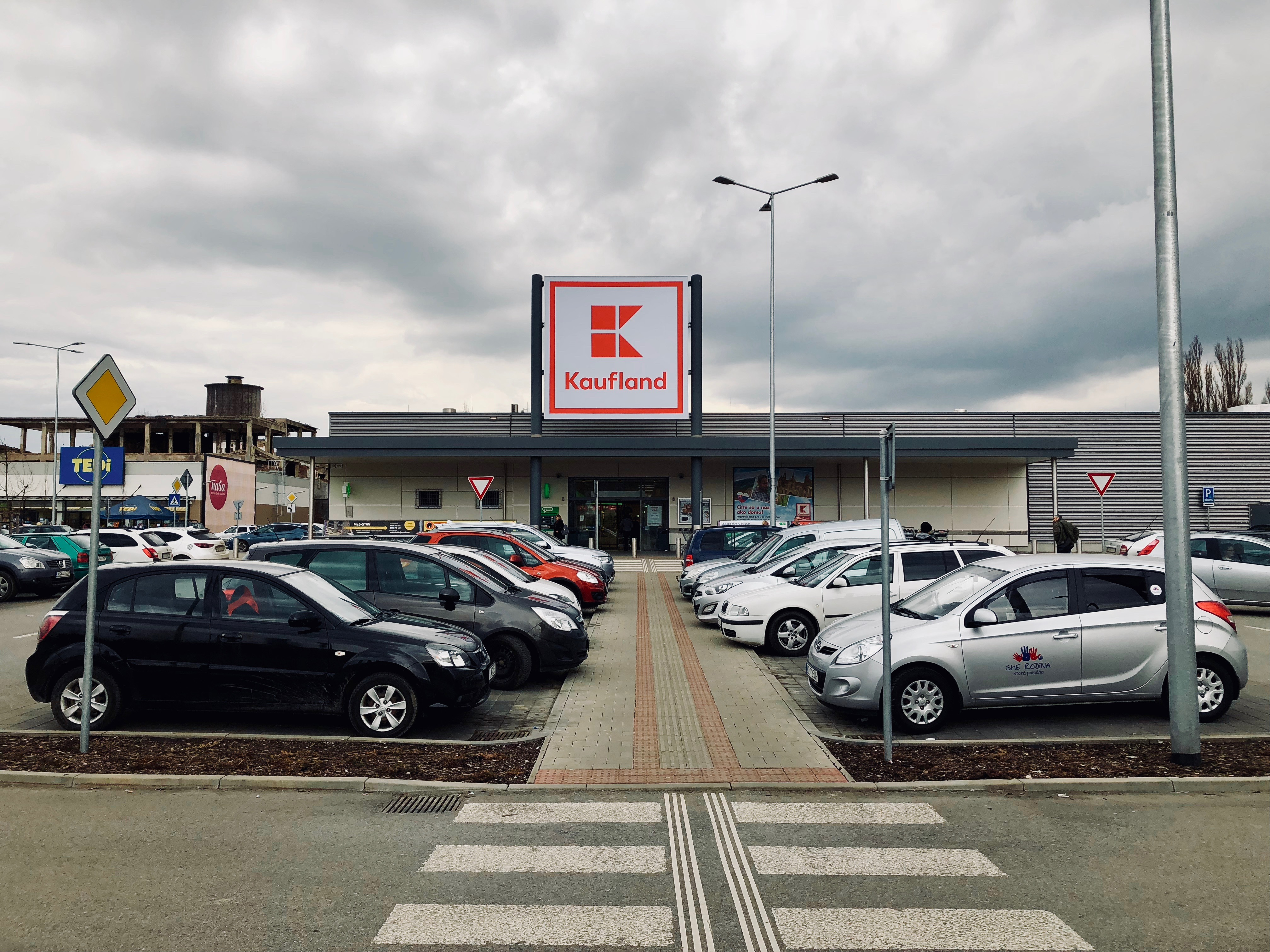
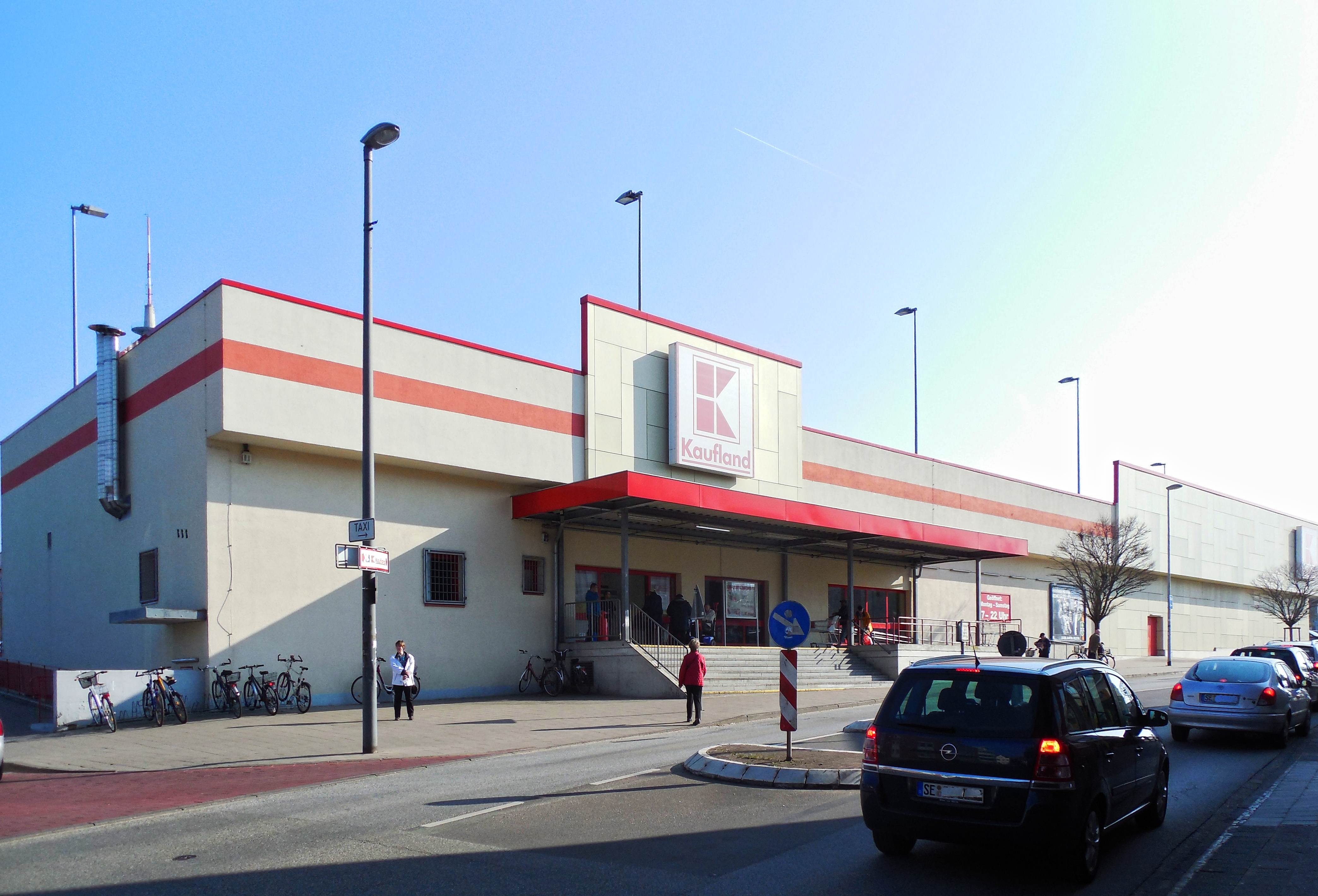
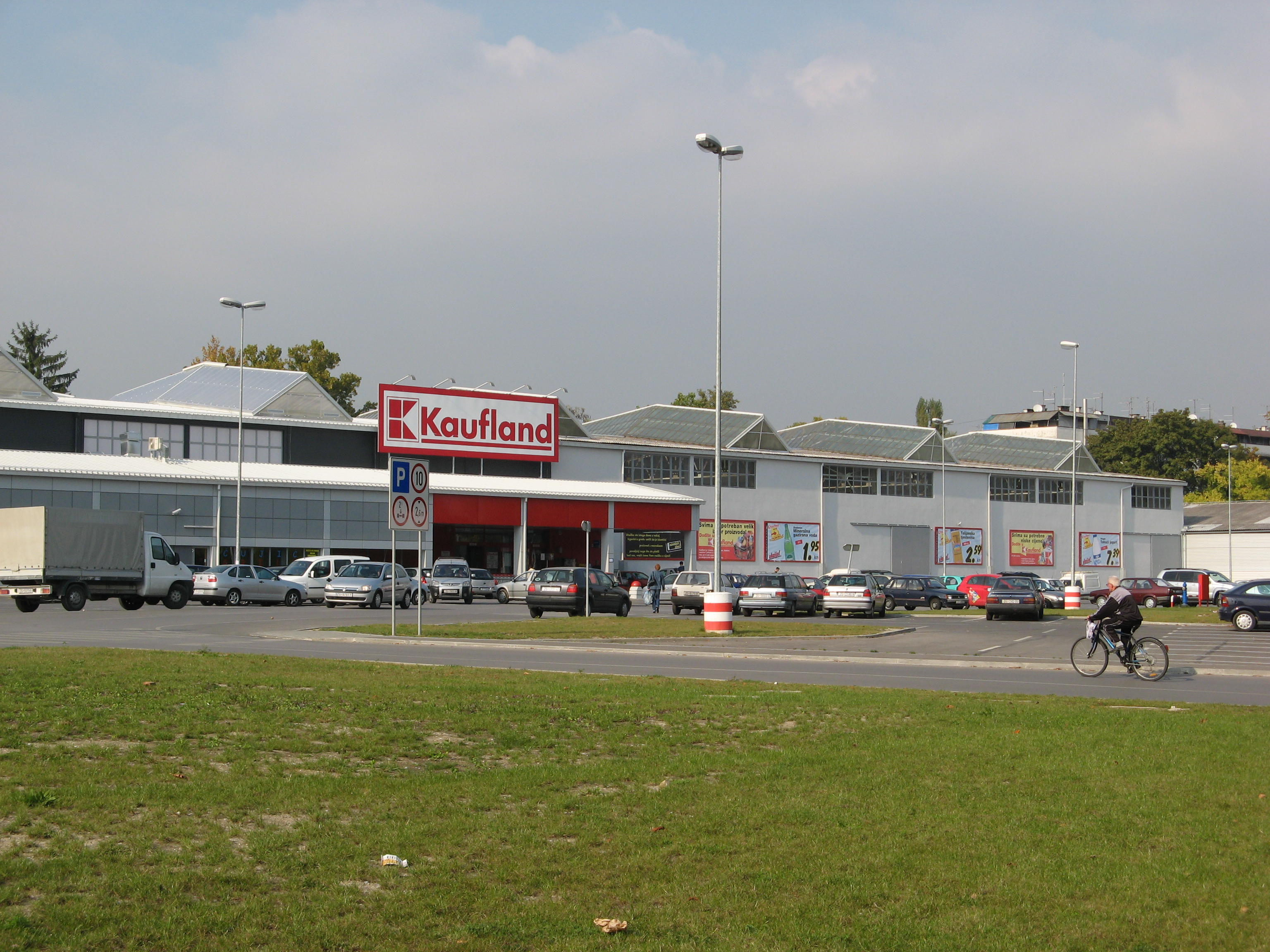